# Filmåret 1944

## Årets filmer

### A - G
- Appassionata
- Arsenik och gamla spetsar
- Att ha och inte ha
- Blott den som längtan känt...
- Den heliga lögnen
- Dolly tar chansen
- En dag skall gry
- En dotter född
- Fattiga riddare
- Flickan och Djävulen
- Gasljus

### H - N
- Havets drottning
- Hemsöborna
- Hets
- Himmelrikets nycklar
- Hämnaren
- I storstadens djungel
- Kvinna utan samvete
- Kärlek och allsång
- Laura
- Lilla helgonet
- Miraklet
- Mitt folk är icke ditt
- Narkos
- Nyordning på Sjögårda
- När seklet var ungt

### O - U
- ...och alla dessa kvinnor
- Omslagsflickan
- Prins Gustaf
- På farliga vägar
- Räkna de lyckliga stunderna blott
- Rännstensungar
- Sabotage
- Skeppar Jansson
- Skogen är vår arvedel
- Släkten är bäst
- Som folk är mest
- La torre de los siete jorobados

### V - Ö
- Vi mötas i St. Louis[1]
- Vändkorset
- Örnungar

## Födda
- 22 januari
  - Wanja Basel, svensk skådespelare.
  - Christina Carlwind, svensk skådespelare.
- 23 januari – Rutger Hauer, nederländsk skådespelare.
- 24 januari – Fatima Ekman, svensk skådespelare, dansare och väv- och textilkonstnär.
- 25 januari – Leigh Taylor-Young, amerikansk skådespelare.
- 13 februari
  - Stockard Channing, amerikansk skådespelare.
  - Peter Tork, amerikansk skådespelare och musiker, medlem av The Monkees 1966 –1968.
- 14 februari – Alan William Parker, brittisk filmregissör.
- 22 februari – Jonathan Demme, amerikansk regissör, manusförfattare och producent.
- 28 februari
  - Colin Nutley, svensk-brittisk regissör.
  - Olle Pettersson, svensk skådespelare.
- 18 mars – Magnus Lind, svensk författare, manusförfattare, journalist, kompositör och sångtextförfattare.
- 22 mars – Göran Setterberg, svensk producent, produktionsledare, kortfilmsregissör och manusförfattare.
- 24 mars – R. Lee Ermey, amerikansk militär och skådespelare.
- 26 mars – Sven Almgren, svensk skådespelare.
- 4 april – Craig T. Nelson, amerikansk skådespelare.
- 8 april – Thomas Ungewitter, svensk skådespelare.
- 11 april – Signe Stade, svensk skådespelare.
- 3 maj – Lena Gester, svensk skådespelare.
- 4 maj – Russi Taylor, amerikansk röstskådespelare.
- 5 maj
  - Roger Rees, brittisk skådespelare.
  - John Rhys-Davies, brittisk skådespelare.
- 17 maj – Lottie Ejebrant, svensk skådespelare.
- 19 maj – Stig Törnblom, svensk skådespelare.
- 20 maj – Michael Segerström, svensk skådespelare, regissör och manusförfattare.
- 23 maj – Lena Nyman, svensk skådespelare.
- 25 maj – Frank Oz, amerikansk skådespelare och regissör.
- 4 juni – Michelle Phillips, amerikansk skådespelare och sångerska, medlem av The Mamas and the Papas.
- 5 juni – Lis Nilheim, svensk skådespelare.
- 20 juni – Suzanne Osten, svensk regissör, manusförfattare, konstnärlig ledare.
- 25 juni – Suzanne Hovinder, svensk skådespelare.
- 8 juli – Jeffrey Tambor, amerikansk skådespelare.
- 9 juli – Annicka Kronberg, svensk präst, skådespelare och dramatiker.
- 10 juli – Jan Lindell, svensk skådespelare, musiker, kompositör och musikarrangör.
- 18 juli – Sverre Anker Ousdal, norsk skådespelare.
- 19 juli – Göran Stangertz, svensk skådespelare och regissör.
- 21 juli – Pepe Serna, amerikansk skådespelare.
- 24 juli – Anna Godenius, svensk skådespelare.
- 1 augusti – Hans Mosesson, svensk musiker, skådespelare och regissör.
- 3 augusti – Jonas Falk, svensk skådespelare.
- 8 augusti
  - John Holmes, amerikansk porrskådespelare.
  - Per Lysander, svensk filmkonsulent, manusförfattare, teaterchef och rektor.
- 9 augusti – Sam Elliott, amerikansk skådespelare.
- 21 augusti – Peter Weir, australisk regissör.
- 6 september – Swoosie Kurtz, amerikansk skådespelare.
- 13 september – Jacqueline Bisset, brittisk skådespelare.
- 25 september – Michael Douglas, amerikansk skådespelare.
- 26 september – Angela Dorian, amerikansk fotomodell och skådespelare.
- 30 september – Mats Hådell, svensk barnskådespelare, TV-journalist och programledare.
- 6 oktober – Peder Kinberg, svensk skådespelare.
- 10 oktober – Claire Wikholm, svensk skådespelare.
- 14 oktober – Bodil Mårtensson, svensk regissör, manusförfattare, skådespelare och teaterpedagog.
- 28 oktober – Dennis Franz, amerikansk skådespelare.
- 29 oktober – Arne Andersson, svensk skådespelare.
- 5 november
  - Marie-Louise Ekman, svensk konstnär och filmskapare.
  - Lil Terselius, svensk skådespelare.
- 8 november – Staffan Ling, svensk skådespelare och programledare i TV.
- 11 november
  - Stefan Ekman, svensk skådespelare.
  - Danny Trejo, amerikansk skådespelare och boxare.
- 13 november – Jesper Klein, dansk skådespelare.
- 17 november – Danny DeVito, amerikansk filmregissör, producent och skådespelare.
- 18 november – Suzanne Brøgger, dansk författare och manusförfattare.
- 26 november – Helena Kallenbäck, svensk skådespelare.
- 30 november – Lars Green, svensk skådespelare.
- 17 december – Bernard Hill, brittisk skådespelare.
- 19 december – Anastasia Vertinskaja, rysk skådespelare.
- 25 december – Anna Sällström, svensk skådespelare.
- 31 december – Taylor Hackford, amerikansk regissör, manusförfattare och filmproducent.

## Avlidna
- 7 februari – Per Lindberg, 53, svensk regissör, manusförfattare och producent.
- 14 juli – Emil Fjellström, 59, svensk skådespelare.
- 21 juli – Eric Engstam, 53, svensk sångtextförfattare, vissångare och skådespelare.
- 24 september – Hugo Thimig, 90, tysk-österrikisk skådespelare och regissör.
- 28 oktober – Kurt Gerron, 47, tysk skådespelare
- 1 november – Knut Pehrson, 54, svensk skådespelare.
- 7 november – Carl Browallius, 76, svensk skådespelare.
- 17 november – Weyler Hildebrand, 54, svensk skådespelare, regissör och manusförfattare.

### Fotnoter
1. ↑  IMDB, läst 29 februari 2012